# Топтани, Эссад-паша
Эсса́д-паша́ Топтани́ или Эссат-паша Топтани (алб. Esad pashë Toptani, 1863 — 13 июня, 1920), также известный как Эссад-паша — османский офицер, представитель Албании в законодательном органе Османской Империи и политический деятель возрождённого Албанского государства начала XX века. Будучи османским военачальником, в годы Балканских войн он перешёл на сторону Балканского союза и провозгласил в центральной Албании государство, именуемое Республикой Центральной Албании со столицей в городе Дуррес.

## Биография
Эссад-паша родился в 1863 году, в Тиране, принадлежащей Османской Империи (ныне столица Албании). Являлся членом династии видных землевладельцев Топтани, которые основали современную Тирану. Его отец - Салих-бег Топтани (Salih-beg Toptani). Сестра Эссада - Садиже (Sadije) - была второй женой Джемаль-паши Зогу (Džemal-paše Zogua) и матерью Ахмеда Зогу - будущего короля Албании Зогу I.
После убийства его брата - Гани-бея Топтани - османскими лоялистами, Эссад-паша сделался сторонником оппозиционеров-младотурок. С 1895 года он служил в Османской армии. Когда же младотурки в 1908 г. пришли к власти, у Эссад-паши было много случаев убедиться в их лицемерии и пантюркистском шовинизме.
К началу албанского национального восстания 1912 года Эссад-паша служил начальником гарнизона Скутари (совр. Шкодер), однако не препятствовал организации антитурецкого мятежа в Мирдите и центральной Албании. Восстание было организовано при поддержке Королевства Черногории, эмиссары которого осуществляли связь с повстанцами именно через Скутари. Впоследствии черногорские войска подступили к городу, но потерпели поражение при попытке штурма и приступили к планомерной осаде.
В 1913 году Эссад-паша сдал крепость Скутари кронпринцу Черногории Даниле Петровичу-Негошу, заключив соглашение с черногорским командованием, согласно которому, вывел весь вверенный ему личный состав с оружием и боеприпасами - и присоединился к албанским повстанцам в центральной Албании. И Цетине, и Белград оказывали поддержку албанским племенным вождям, действующим против правительства Исмаила Кемали, сформированного во Влёре, - подводя их под руководство Эссада-паши.
В 1914 году вспыхнуло восстание албанских крестьян против князя Вильгельма I Вида. Для князя и его голландских офицеров было очевидно то, что Топтани приложил свою руку к этому мятежу, что привело к опале генерала и его немедленной высылке в Италию. Оттуда он вернулся в сентябре, после свержения Вильгельма I. Осенью 1914 года собрание старейшин центральной Албании пригласило его возглавить этот регион. 
Прежде всего, Эссад-паша был озабочен созданием финансово-экономической базы нового государства. 17 сентября 1914 года в Нише он и сербский премьер-министр Никола Пашич подписали секретное соглашение о военном союзе между Сербией и Албанией. Пользуясь поддержкой Белграда, обеспечившего новопровозглашённую республику оружием и Рима, оказывавшего Эссаду-паше финансовую помощь, Топтани в октябре 1914 года устанавливает свою власть в округе Дибра, захватив также внутренние районы Албании и приморский Дуррес, ставший официальной столицей его государства.
Начало Первой Мировой войны пошатнуло властные позиции Эссада-паши. В конце 1914 года ему приходится тайно согласиться с аннексией Королевством Эллада южных регионов Албании, населённых греками и известных как Северный Эпир. В 1916 году он объявил войну Австро-Венгрии. Поначалу ему удавалось сохранять контроль над большей частью Албании, однако в том же 1916 году его страна была оккупирована Австро-Венгерскими войсками, и превратилась в ещё один плацдарм противостояния между Грецией (контролировавшей южные районы), с одной стороны, - и Австро-Венгрией с другой. После окончания войны Эссад-паша пытался представлять интересы Албании на конференции держав-победительниц в Париже.
Следующие два года Эссад-паша добивался признания Албании великими державами и лоббировал отказ от статей Лондонского договора 1915 года, предусматривавшего разделение страны.

## Смерть
13 июня 1920 года албанский парламентарий Авни Рустеми убил Эссада-пашу, когда тот выходил из парижского отеля Континенталь. Проживая в Париже, где он был лишён доступа к властным рычагам Албанского государства, Топтани заявлял о себе как о представителе Албании на Парижской конференции по вопросам послевоенного переустройства Европы, действуя параллельно и независимо от официальной делегации албанского правительства. Убийство Эссада-паши в новейшей албанской историографии трактовалось как подвиг буржуазной революции против феодального уклада. В действительности, к моменту убийства, Эссад-паша Топтани не занимал каких-либо властных постов в албанском государстве, не имел официального дворянского титула, не являлся ни землевладельцем, ни вождём какого-либо горного племени, способным вмешаться в процессы модернизации, проводимой послевоенным правительством Албании.